# Circuit bending
Circuit bending is een vorm van elektronische muziek of een 'extended technique' met elektronica, waarbij men via interne feedback geluid opwekt of moduleert. De geluidstechnicus of muzikant soldeert in elektrische circuits extra verbindingen waardoor er gewenste onverwachte geluiden ontstaan.
Ook kan de muzikant effectapparatuur lussen, waardoor er een 'loop' (lus) ontstaat. Met tape-echo en delay is dit verschijnsel snel te genereren en noemt men sound over sound-delay.
Circuit bending is een vorm van audiofeedback, elektroakoestische muziek en aleatoriek.

## Kortsluiting
Bij elektronische uitval door kortsluiting (doorbranden) ontstaan er zeer specifieke geluiden. Het geluid floept dan voor uitsterving in een kort moment omhoog of omlaag. Dit verschijnsel is vergelijkbaar met het plotseling uitschakelen van een elektronisch apparaat wat een geluid voortbrengt, bijvoorbeeld een magnetron, kinderspeelgoed of een muziekinstrument als een analoog orgel.

## Bekende musici
Aphex Twin maakt veelvuldig gebruik van deze techniek. Er bestaat een interviewvideo met Sonic Youth waarin Jim O'Rourke in een opengeschroefd chorus-pedaal aan het solderen is terwijl die aangesloten is op een versterker, op zoek naar klankveranderingen.